# Bonifácio I de Monferrato
Bonifácio I de Monferrato, (em italiano:  Bonifacio I del Monferrato,  ca. 1150 - 4 de setembro de 1207) foi  marquês de Monferrato de 1192 a 4 de setembro de 1207.
Foi também o comandante da Quarta Cruzada, visto tanto pelos cruzados como pelos Bizantinos como o mais provável imperador depois da tomada de Constantinopla em 1204. No entanto, os Venezianos acharam que Bonifácio tinha demasiados laços com o império, uma vez que o seu irmão Conrado pertencia, pelo casamento, à família imperial bizantina. Os Venezianos quiseram, portanto, um imperador que pudessem controlar mais facilmente, e escolheram Balduíno IX, Conde da Flandres (Balduíno I de Constantinopla) como primeiro imperador do Império Latino.

## A conquista de  Salonica
Bonifácio aceitou, relutantemente, esta situação, e decidiu ir conquistar Salonica, a segunda maior cidade bizantina. De início teve de competir com o imperador Balduíno, que também cobiçava a cidade, mas foi Bonifácio quem venceu a disputa, cedendo aos Venezianos os seus territórios em Creta. Tendo tomado a cidade em finais de 1204, Bonifácio fundou um  reino, nominalmente subordinado ao imperador Balduíno, muito embora o título de rei nunca tenha sido utilizado oficialmente. Fontes posteriores sugerem que Bonifácio teria baseado os seus direitos ao trono de Salonica no facto de o seu irmão Rainério ter recebido Salonca aquando do seu casamento com Maria Comnena em 1180.

## O fim do reino de Salonica
O governo de Bonifácio durou menos de dois anos, ao fim dos quais o rei caiu numa emboscada de Joanitzes da Bulgária e foi morto a 4 de setembro de 1207. O título foi herdado pelo filho de Bonifácio, Demétrio, ainda um bebé, pelo que o poder foi exercido de facto pelos nobres da corte.  Estes revoltaram-se quase imediatamente contra o Império Latino, mas foram esmagados pelo imperador Henrique da Flandres em 1209.
Eustáquio da Flandres (Eustache), irmão do imperador Henrique, tornou-se então regente em nome de Demétrio. Tirando partido desta situação, Miguel I Comneno Ducas, anteriormente aliado de Bonifácio, atacou o reino em 1210, ao mesmo tempo que os Búlgaros faziam o mesmo. Henrique conseguiu derrotar ambas as invasões. Teodoro, irmão de Miguel, continuou a atacar o reino depois da morte do rei em 1215. 
O reino foi reclamado por diversos pretendentes da casa de Monferrato até 1284, e também pelos duques da Borgonha; Balduíno II de Constantinopla prometeu o título a Hugo IV caso recuperasse o trono do Império Latino.

## Considerações
Com a morte de Bonifácio I, seu filho Guilherme VI decide abandonar o projeto expansionista no Oriente. Em 1224, Teodoro Ducas derrota o tio de Bonifácio, Demétrio e toma-lhe o Reino de Salonica.
Com a morte de Bonifácio, dissolveram-se os poderes dos Monferrato na Palestina, o Reino de Salonica e a corte, junto com seus poetas. Os Aleramici permaneceram circunscritos aos confins de sua marca piemontesa, retornando à ribalta somente no final do século III com a figura de Guilherme VII de Monferrato.